# Luigi Vanvitelli
Luigi Vanvitelli (Nápoles, 12 de maio de 1700 — Caserta, 1 de março de 1773) foi um engenheiro e arquiteto italiano.
Seu estilo barroco, caracterizado por sua sobriedade e academicismo, serviu de transição para o Neoclassicismo. Foi o arquiteto oficial do Papa Clemente XII e, posteriormente, do Rei Carlos VII, de Nápoles, para quem construiu sua obra mestra: o Palácio Real de Caserta.
Em 1742, Vanvitelli projetou em conjunto com Nicola Salvi a Capela de São João Batista da Igreja de São Roque para o rei D. João V de Portugal. Foi construída e armada em Roma, para o sumo pontífice nela celebrar missa a 6 de Maio de 1747, tendo sido posteriormente desmontada, e enviada para Lisboa, onde foi remontada na Igreja de São Roque. Construída com muitos mármores preciosos e outras pedras caras, assim como bronze dourado, e acompanhada por vários conjuntos de paramentos e objectos litúrgicos em ouro, foi considerada a capela mais cara da Europa até aquela época.

## Biografia
Vanvitelli nasceu em Nápoles, filho de Anna Lorenzani e Caspar van Wittel. Seu pai foi um pintor e adotou o nome italianizado de Vanvitelli.
Vanvitelli foi treinado em Roma pelo arquiteto Nicola Salvi, com quem trabalhou na construção da Fontana di Trevi. Após seus notáveis sucessos em competições para a fachada da Arquibasílica de São João de Latrão (1732) e para a fachada do Palazzo Poli, o Papa Clemente XII o enviou a Marcas para a construção de projetos papais. Em Ancona em 1732, ele planejou o vasto Lazzaretto de Ancona, um prédio pentagonal com extensão superior a 20 000 m², construído para proteger as autoridades militares do risco de doenças contagiosas que poderiam potencialmente chegar à cidade através de navios. Posteriormente foi também usado como hospital militar e quartel.
Em Roma, Vanvitelli estabilizou o domo da Basílica de São Pedro quando o mesmo apresentou rachaduras e também pintou afrescos na capela de Santa Cecília em Trastevere.
A partir de 1742 Vanvitelli planeou (juntamente com Nicola Salvi) a capela de São João Batista para o rei D. João V de Portugal. Ela foi construída em Roma, desmontada em 1747, e enviada a Lisboa, onde foi remontada na Igreja de São Roque. A igreja foi finalizada em 1750, construída em mármore e outras pedras de alto valor, como também bronze dourado, e foi considerada a capela mais cara da Europa até então.
O ano de 1751 foi muito importante para Vanvitelli, de fato o rei Carlos de Bourbon decidiu construir uma nova residência real que ultrapassou Versalhes. Após uma cuidadosa pesquisa da área sobre a qual construir o palácio, foi escolhida a planície da Terra di Lavoro, aos pés da Caserta Vecchia. Esta escolha satisfez muitos requisitos: oferecer ao rei um lugar saudável, agradável e sobretudo estrategicamente seguro, o mais longe possível do mar e dos perigos que dele pudessem advir. De fato, o rei Carlos de Bourbon havia inicialmente confiado a tarefa de projetar o edifício a Nicola Salvi, mas a saúde incerta deste último sugeriu que o soberano confiasse a tarefa em janeiro de 1751 a Vanvitelli, o que ele aceitou com grande prazer.

## Igreja de São Roque

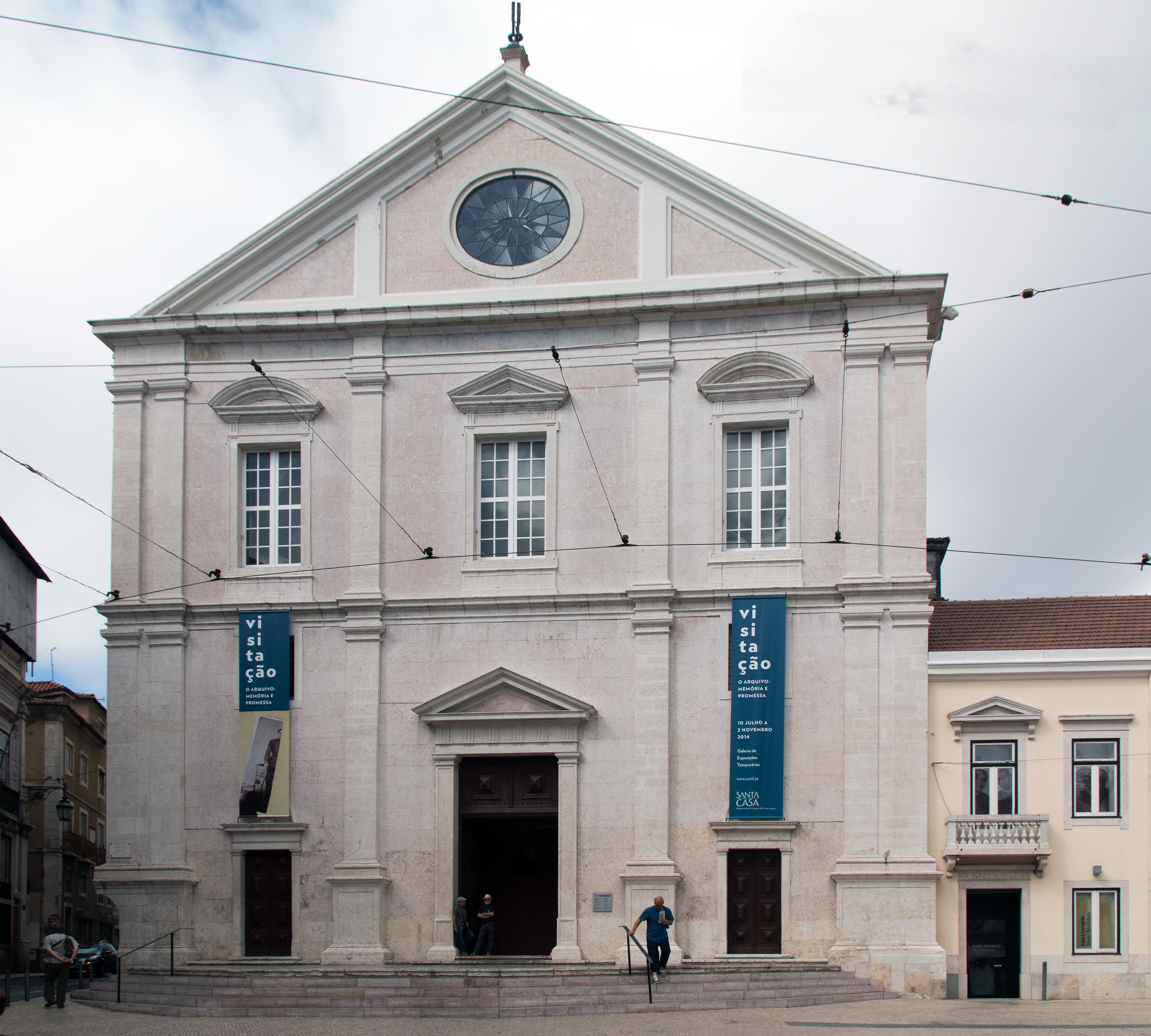
Fachada

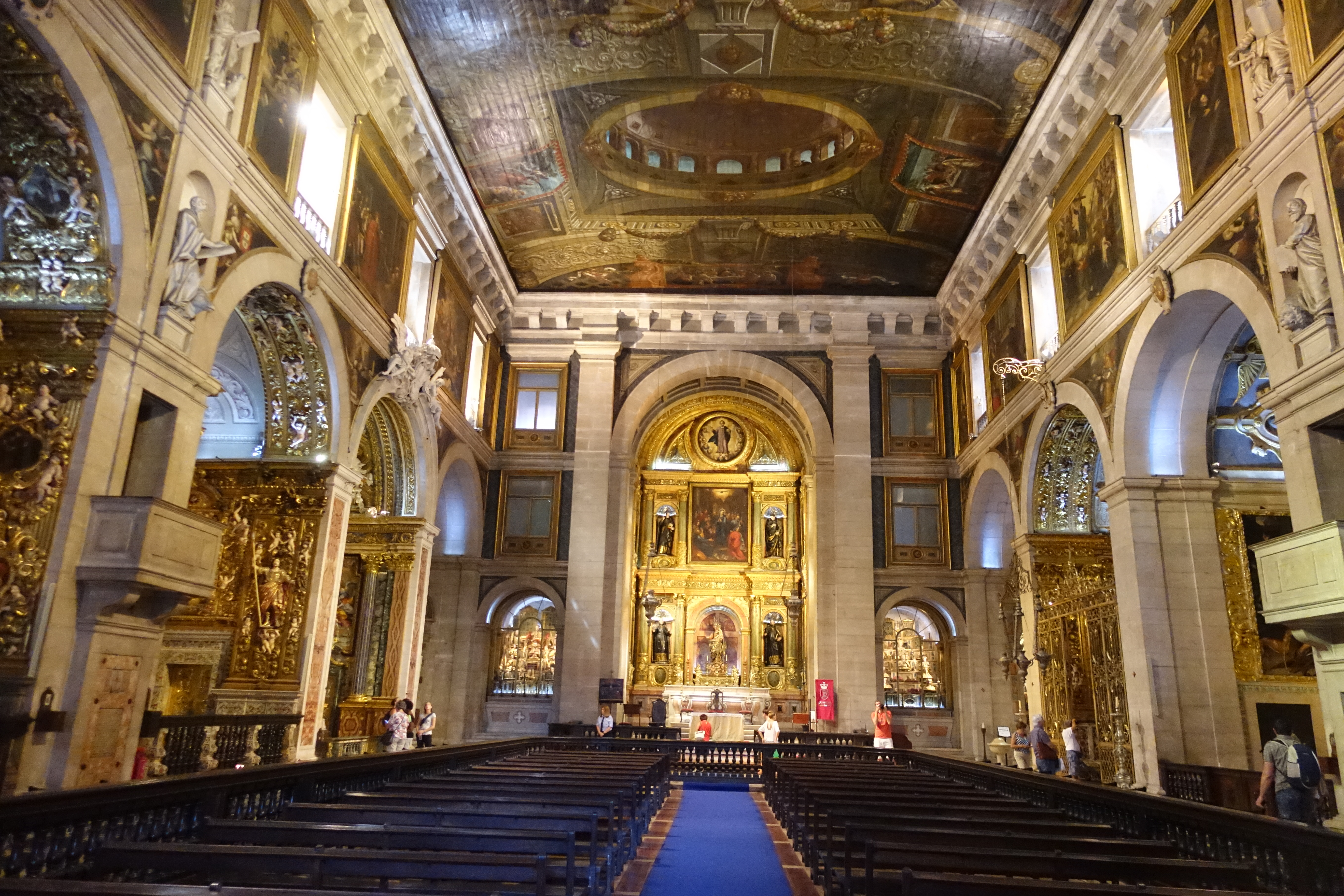
Capela

A Igreja de São Roque é uma igreja católica em Lisboa, dedicada a São Roque e mandada edificar no final do século XVI, com colaboração de Afonso Álvares e Bartolomeu Álvares. Pertenceu à Companhia de Jesus, sendo a sua primeira igreja em Portugal, e uma das primeiras igrejas jesuítas em todo o mundo. Foi a igreja principal da Companhia em Portugal durante mais de 200 anos, antes dos Jesuítas terem sido expulsos do país no século XVIII. A igreja de São Roque foi um dos raros edifícios em Lisboa a sobreviver ao Terramoto de 1755 relativamente incólume. Tanto a igreja como a residência auxiliar foram cedidas à Santa Casa da Misericórdia de Lisboa, para substituir os seus edifícios e igreja destruídos no sismo. Continua a fazer parte da Santa Casa hoje em dia.
Foi a primeira igreja jesuíta a ser desenhada no estilo "igreja-auditório", especificamente para pregação. Tem diversas capelas, sobretudo no estilo barroco do século XVII inicial, sendo a mais notável a de São João Baptista, do século XVIII, projeto inicial de Nicola Salvi e Luigi Vanvitelli, depois alterado com a intervenção do arquiteto-mor João Frederico Ludovice, como se pode verificar pela correspondência entre Ludovice e Vanvitelli, publicada por Sousa Viterbo e R. Vicente de Almeida em 1900. Ludovice enviou uma série de desenhos para Itália com as alterações impostas, uma vez que Vanvitelli se recusou a alterar o projeto inicial. Foi encomendada em Itália por D. João V em 1742. Chegou a Lisboa em 1747 e só ficou assente em 1749. É uma obra-prima da arte italiana, única no mundo, constituída por quadros de mosaico executados por Mattia Moretti, sobre cartões de Masucci, representando o Batismo de Cristo, o Pentecostes e a Anunciação. Suspenso da abóbada, de caixotões de jaspe moldurados de bronze, é de admirar um lampadário de excelente execução da ourivesaria italiana, enquadrado por um admirável conjunto de estátuas de mármore. Supõe-se que à época tenha sido a mais cara capela da Europa.
A fachada, simples e austera, segue os cânones impostos então pela igreja reformada. Em contraste, o interior é enriquecido por talha dourada, pinturas e azulejos e constituiu um importante museu de artes decorativas maneiristas e barrocas. Tem azulejos dos séculos XVI e XVII, assinados por Francisco de Matos. O teto, com pintura de interessante simbologia apresenta caixotões. A talha, maneirista e barroca, é rica e variada, com retábulos de altares e emoldura pinturas. Há mármores coloridos embrechados à italiana e um boa coleção de alfaias litúrgicas. Ao lado do edifício, no Largo Trindade Coelho, está o Museu de Arte Sacra de São Roque, que tem compartimentos ligados com a igreja.

## Reggia di Caserta

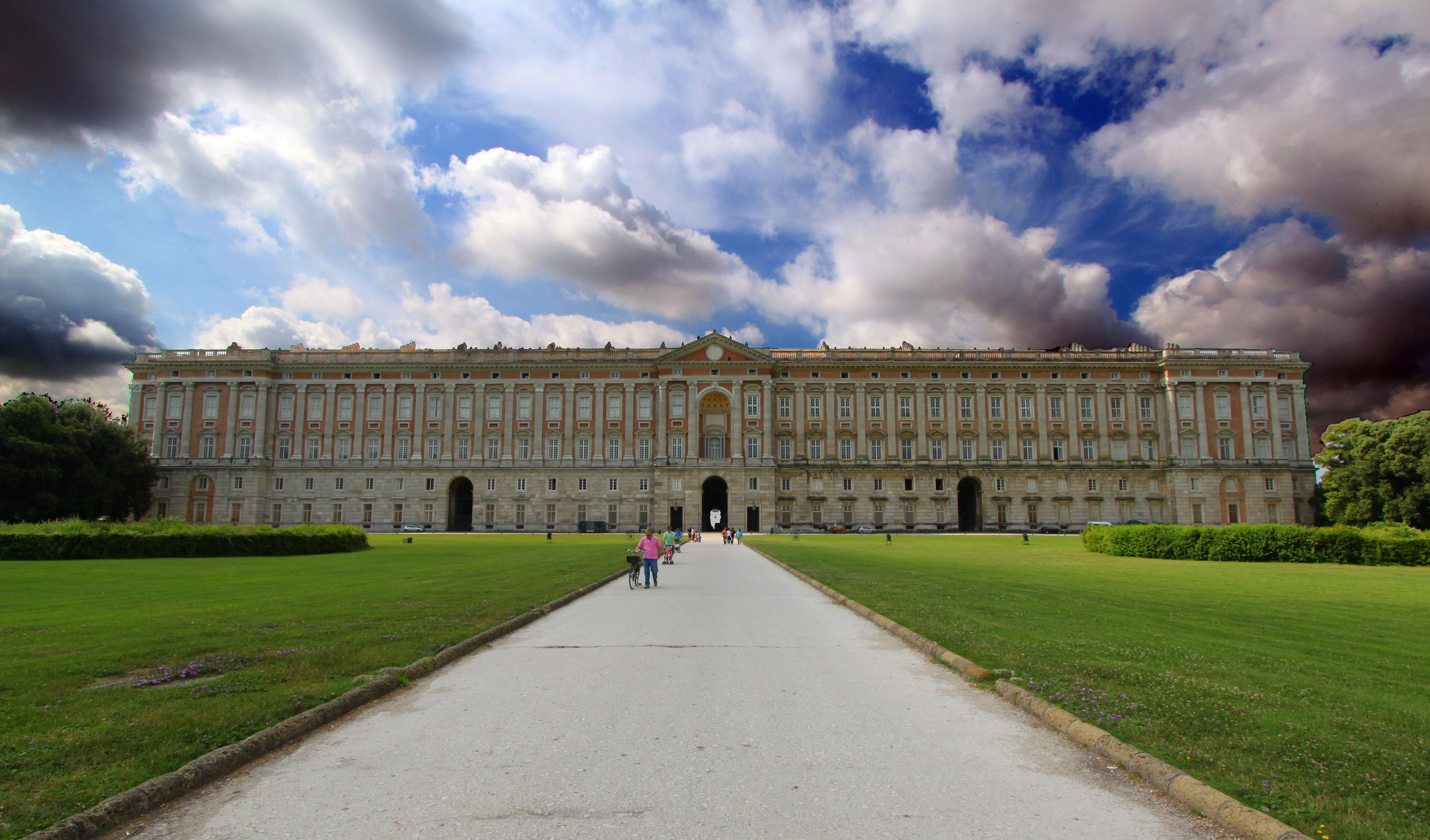
Fachada

Em 1750, o jovem rei Carlos III de Bourbon, nascido em 1716 de Filipe V, rei da Espanha e Elisabeth Farnese, decidiu criar em Caserta um grande palácio que invejava tanto o Versalhes francês quanto o austríaco Schönbrunn. A intenção do soberano era mover o centro do reino de Nápoles, capital considerada muito vulnerável pelo mar porque é presa fácil para qualquer frota inimiga, para Caserta. O local que se presta melhor a este fim é uma vasta terra plana ao pé das montanhas Tifatini, de propriedade dos príncipes Caetani, de Sernioneta, inimigos amargos dos Bourbon, já ocupados desde 1735 por ser rico em florestas e jogos, oferecendo assim ao monarco a oportunidade de se dedicar ao seu passatempo favorito.

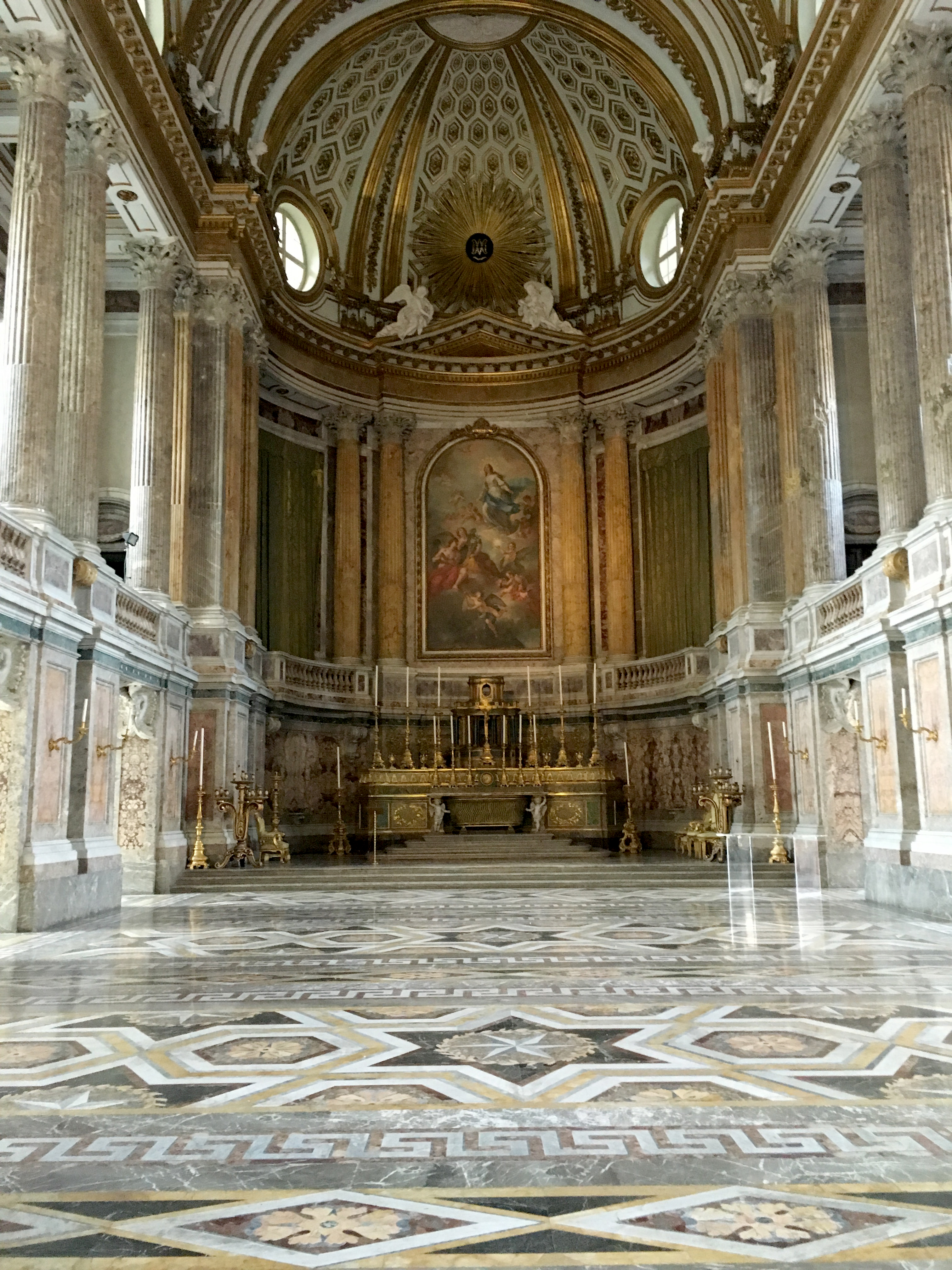
Capela

Tendo escolhido o lugar, era melhor encontrar um arquiteto habilidoso capaz de projetar um edifício nobre para a sede comum da família real e que, de acordo com os desejos do rei, também tinha que conter uma universidade, uma biblioteca pública, todos os decasters, o judiciário, um teatro, um seminário e uma catedral.
O rei instrui Mario Gioffredo, o mais estimado arquiteto napolitano da época, mas Carlos III, não satisfeito com o projeto considerado muito austero, pensa em outro especialista. Mas após a recusa de Nicola Salvi, que já estava trabalhando na Pontifícia Fonte Trevi, e Ferdinando Fuga, arquiteto dos palácios papais, a escolha recai sobre Luigi Vanvitelli. Na verdade, o rei leva em consideração a proposta do Cardeal Gonzaga que, a fim de suavizar nem sempre as relações idílicas entre o papado e o estado Bourbon, sugere o nome de Vanvitelli.
O Palácio Real de Casera foi uma das obras mais majestosas e importantes dos anos 1700. O Palácio tem uma superfície de 47.000 m2, 1200 quartos, 1742 janelas, 34 escadarias, 1026 lareiras. O parque cobre uma área de 1.200.000 m2. Com estas dimensões é ainda hoje o maior palácio real do mundo.

## Basílica de Santa Maria dos Anjos e dos Mártires

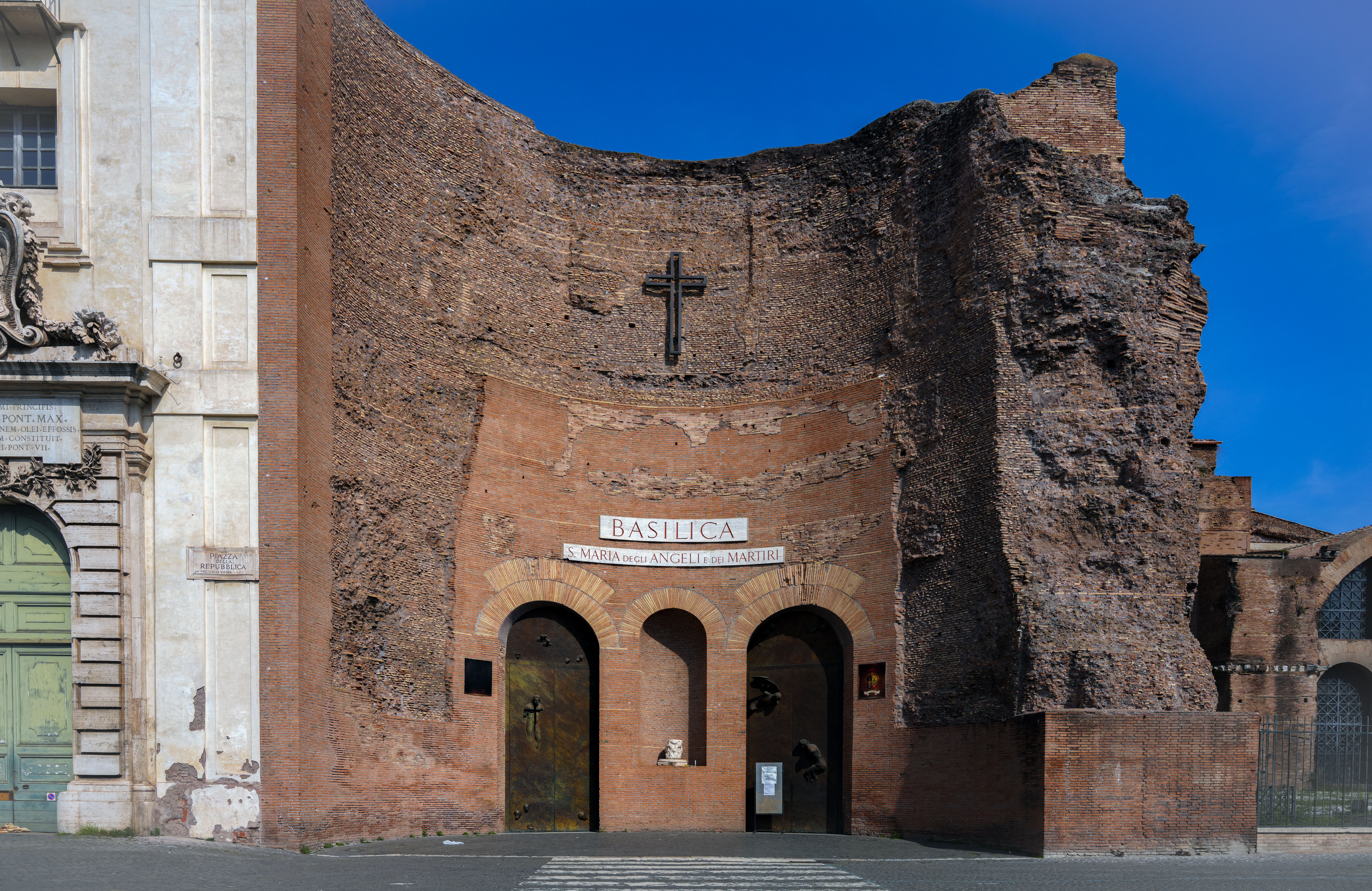
Entrada principal

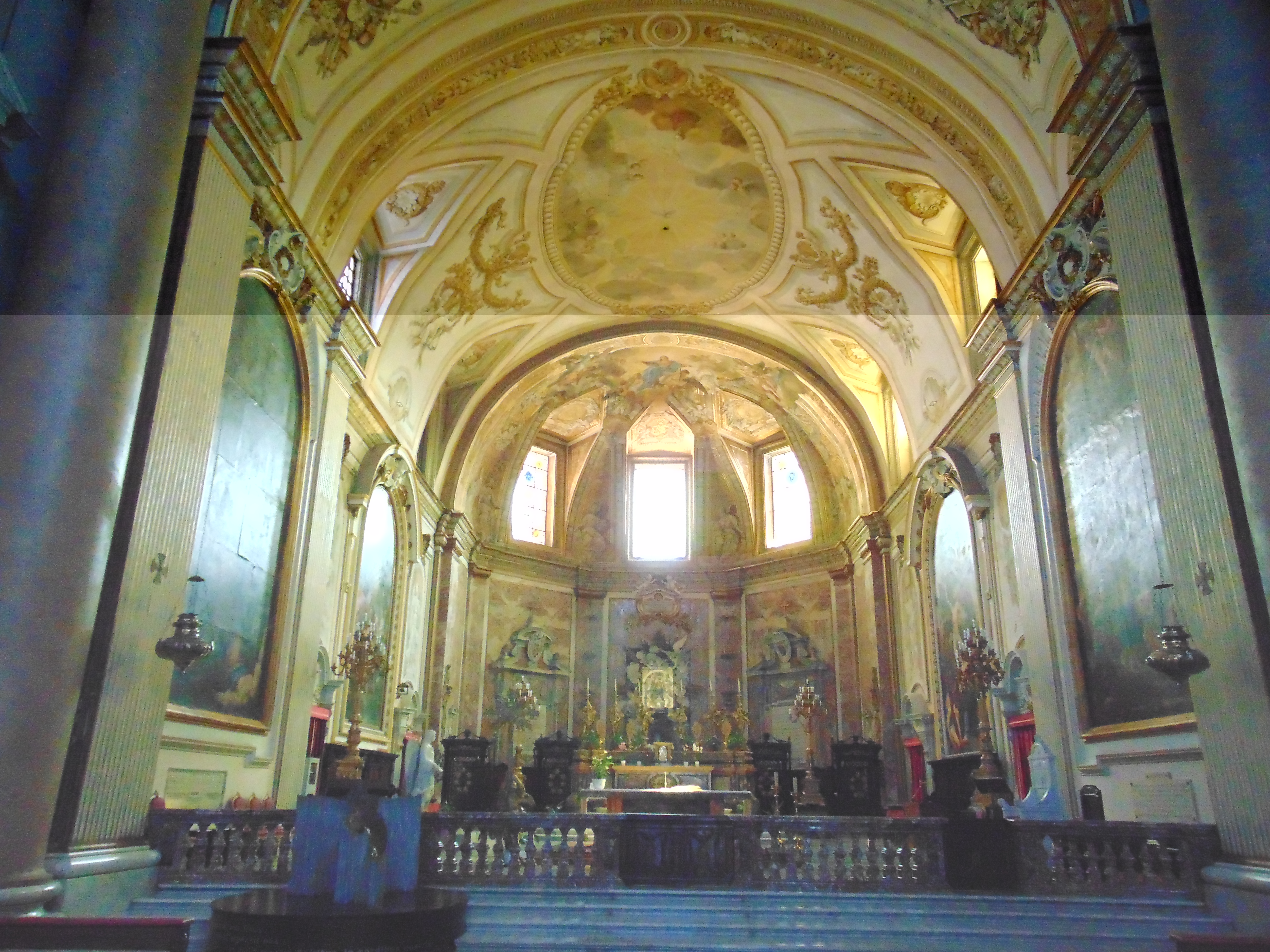
Capela

A basílica, também chamada de Santa Maria degli Angeli e dei Martiri, é dedicada aos mártires cristãos, conhecidos e desconhecidos, e foi construída depois que o papa Pio IV ordenou, em 27 de julho de 1561, que uma igreja fosse construída para ser dedicada a "Beatissimae Virgini et omnium Angelorum et Martyrum" ("Santíssima Virgem e todos os Anjos e Mártires"). O ímpeto para esta dedicação foi fornecido pelo relato de uma visão do arcanjo Uriel experimentada nas ruínas das Termas de Diocleciano em 1541 por um monge siciliano, Antonio del Duca, que já vinha, havia décadas, tentando uma autorização papal para uma veneração formal aos Príncipes angélicos. Uma história de que estes mártires seriam os escravos cristãos que trabalharam na construção das Termas é moderna. A igreja abriga o monumento funerário do papa Pio IV, cujo túmulo está na tribuna absidal.
As Termas de Diocleciano ocupavam uma posição dominante no Monte Quirinal com suas ruínas e haviam resistido à cristianização até então. Michelângelo trabalhou entre 1563 e 1564 para adaptar uma parte da estrutura remanescente das termas à de uma igreja. Uma construção posterior, dirigida por Luigi Vanvitelli em 1749, alterou muito superficialmente os grandiosos e harmônicos volumes de Michelangelo.
Em Santa Maria degli Angeli, ele conseguiu uma sequência sem igual de espaços arquitetônicos, com poucos precedentes ou seguidores. Não há uma fachada propriamente dita; a entrada simples está localizada numa das absides convexas de um dos espaços principais das termas. A planta partiu de uma cruz grega, com um transepto tão dominante, com suas capelas cúbicas nas extremidades, que o efeito é de uma nave transversa.
O vestíbulo de cantos inclinados e capelas laterais idênticas — uma com o túmulo de Salvator Rosa e a outra, de Carlo Maratta — leva a um segundo vestíbulo do lado oposto do transepto e dominado pela estátua gigante de São Bruno de Colônia, de Jean Antoine Houdon (1766). O papa Clemente XIV gostava tanto desta estátua que afirmou que ela falaria se não fosse pelo voto de silêncio da ordem que ele fundou, a Ordem dos Cartuxos.
O grande transepto abobadado é uma impressionante demonstração da escala monumental das construções romanas: 90,8 metros de comprimento e 28 metros de altura depois que Michelangelo elevou o piso para que ele alcançasse o nível da rua no século XVI. Esta elevação, contudo, obrigou-o a truncar as colunas romanas de granito vermelho que articulam o transepto e seus espaços laterais. O transepto tem 27 metros de largura, o que criou dois enormes espaços cúbicos, um em cada extremidade.
Em 2006, o escultor polonês Igor Mitoraj criou as novas portas de bronze e uma estátua de São João Batista para a basílica.
Santa Maria degli Angeli era a igreja estatal oficial do Reino de Itália (1861–1946). Mais recentemente, sepultamentos nacionais tem sido realizados na igreja e estão ali os túmulos do general Armando Diaz e do almirante Paolo Thaon di Revel, comandantes da vitoriosa campanha italiana na Primeira Guerra Mundial. É ali também que se realizam os funerais dos soldados italianos mortos no exterior.